# Eleição para governador de Idaho em 2010
A eleição para governador do estado americano do Idaho em 2010 aconteceu em uma terça-feirano dia 2 de novembro de 2010 para eleger o governador de Idaho. O governador republicano Butch Otter foi reeleito. Pelo Democrata o cadidato foi Keith Allred.
Estavam registrados 749.067 eleitores.

## Resultados

### Por Condados
| Condados           | Otter  | Votos   | Allred | Votos  | Kemp  | Votos  | Outros | Votos | Votos Totais |
| ------------------ | ------ | ------- | ------ | ------ | ----- | ------ | ------ | ----- | ------------ |
| Ada                | 53,01% | 63.871  | 38,74% | 46.677 | 7,01% | 8.451  | 1,74%  | 2.107 | 120.479      |
| Canyon             | 66,24% | 29.431  | 23,71% | 10.537 | 7,68% | 3.415  | 2,34%  | 1.044 | 44.427       |
| Kootenai           | 67,09% | 28.381  | 26,58% | 11.246 | 3,74% | 1.585  | 2,56%  | 1.085 | 42.297       |
| Bonneville         | 55,02% | 16.204  | 38,84% | 11.438 | 4,24% | 1.250  | 1,88%  | 556   | 29.448       |
| Bannock            | 48,00% | 11.308  | 45,05% | 10.613 | 4,83% | 1.138  | 2,10%  | 496   | 23.555       |
| Interior do estado | 61,73% | 118.288 | 30,30% | 58.069 | 5,64% | 10.816 | 2,31%  | 4.429 | 191.602      |